# Premio Hispanoamericano de poesía Juan Ramón Jiménez
El Premio Hispanoamericano de poesía Juan Ramón Jiménez es un prestigioso premio literario otorgado por la Fundación Juan Ramón Jiménez en Moguer, España. Fue creado, en 1981, en honor al premio Nobel Juan Ramón Jiménez con el objetivo de promocionar y editar obras de otros autores, así como, homenajear al poeta moguereño. El premio está dotado con 20.000 euros y la edición de la obra premiada.

## Bases del premio
1. Podrán concurrir todas las personas, cualquiera que sea su nacionalidad, siempre que sus obras se presenten escritas en español.
2. Se otorgará un premio, indivisible, dotado con 12.000 euros. El libro se publicará en la colección de poesía Juan Ramón Jiménez.
3. Los trabajos deberán ser inéditos y no haber obtenido ningún premio en concurso de poesía previamente fallado, y no podrán ser traducción ni adaptación de otras obras. Serán de temática libre y con una extensión no inferior a 500 versos.
4. Se presentarán los originales por quintuplicado y en ejemplares separados, en tamaño folio u holandesa, numerados, mecanografiados por una sola cara, y debidamente grapados, cosidos o encuadernados, bajo un Título y acompañados de Plica, en la que se hará constar el nombre, apellidos, nacionalidad, domicilio y teléfono del autor.
5. No podrán presentarse obras de autores fallecidos antes de anunciarse la Convocatoria.
6. Los originales deberán ser enviados al Área de Cultura de la Diputación de Huelva.
7. El plazo improrrogable de recepción terminará en abril del año correspondiente.
8. Las obras presentadas serán sometidas al examen de una Comisión Lectora que propondrá al Jurado aquellas obras que por su calidad merezcan especial consideración en orden al fallo final.
9. El Jurado estará compuesto por cinco miembros y un Secretario, con voz, pero sin voto, que será el de la Corporación o funcionario en quien delegue. Dichos miembros serán personalidades de las letras hispánicas y su identidad se mantendrá en secreto, hasta la emisión del fallo.
10. El Jurado podrá declarar desierto el premio, en cuyo caso su cuantía no será acumulable a la convocatoria siguiente.
11. El fallo del Jurado será inapelable.
12. La entrega del premio se celebrará en torno al aniversario de la muerte de Juan Ramón (29 de mayo), en acto público con la presencia del autor galardonado.
13. La Excma. Diputación Provincial de Huelva se reserva el derecho de edición actual y futura del libro o los libros premiados, entendiéndose que el importe del premio y la entrega de 100 ejemplares cubre los derechos de autor para la primera edición. Transcurridos cinco años de la fecha del fallo, el autor tendrá también libre disposición de su obra. Igualmente serán publicadas aquellas obras que, a propuesta del Jurado y previo acuerdo con sus autores, la Diputación estime oportuno.
14. Los trabajos que no se premien no serán devueltos y serán destruidos a los 10 días siguientes al fallo.
15. El hecho de participar en este Certamen implica la total aceptación y conformidad con estas Bases. Todas las incidencias no previstas en estas Bases serán resueltas por el Área de Cultura o por el Jurado cuando este quede constituido.

## Ganadores
Lista de los ganadores del premio, junto al nombre de obra. 
| Edición | Año  | Premiado                    | Obra ganadora                       |
| ------- | ---- | --------------------------- | ----------------------------------- |
| 1.ª     | 1981 | Desierto.                   |                                     |
| 2.ª     | 1982 | Javier Egea                 | Paseo de los Tristes                |
| 3.ª     | 1983 | José María Font Espina      | Guía de consolación.                |
| 4.ª     | 1984 | José Antonio Ramírez Lozano | Bestiario de Cabildo.               |
| 5.ª     | 1985 | José Antonio Moreno Jurado  | Bajar a la memoria.                 |
| 6.ª     | 1986 | José María Prieto           | Geometrías.                         |
| 7.ª     | 1987 | Desierto.                   |                                     |
| 8.ª     | 1988 | Ángel García López          | Medio siglo, cien años.             |
| 9.ª     | 1989 | Juana Castro                | Arte de cetrería.                   |
| 10.ª    | 1990 | Diego Jesús Jiménez         | Bajorrelieve.                       |
| 11.ª    | 1991 | Amando Fernández            | Espacio mayor.                      |
| 12.ª    | 1992 | Aurelio González Ovies      | La hora de las gaviotas.            |
| 13.ª    | 1993 | Desierto.                   |                                     |
| 14.ª    | 1994 | Carlos A. Díaz Barrios      | Oficio de responso.                 |
| 15.ª    | 1995 | Desierto.                   |                                     |
| 16.ª    | 1996 | Gaspar Moisés Gómez         | Son perversos los límites.          |
| 17.ª    | 1997 | Manuel Rico (poeta)         | La densidad de los espejos.         |
| 18.ª    | 1998 | Eduardo García Pérez        | No se trata de un juego.            |
| 19.ª    | 1999 | Esteban Martínez Serra      | Palabras indefensas.                |
| 20.ª    | 2000 | Alexandra Domínguez         | La conquista del aire.              |
| 21.ª    | 2001 | Desierto.                   |                                     |
| 22.ª    | 2002 | Ramón Bascuñana             | Los días del tiempo.                |
| 23.ª    | 2003 | Arturo Dávila S.            | Poemas para ser leídos en el metro. |
| 24.ª    | 2004 | Luz Pichel                  | La marca de los potros.             |
| 25.ª    | 2005 | Javier García Cellino       | Sonata triste para un abecedario.   |
| 26.ª    | 2006 | Javier Bello Chauriye       | Letrero de Albergue.                |
| 27.ª    | 2007 | Iván Cabrera                | Cariatides 2001-2005.               |
| 28.ª    | 2008 | José Agudo                  | Esta frágil cadencia.               |
| 29.ª    | 2009 | Desierto.                   |                                     |
| 30.ª    | 2010 | Francisco Ruiz Noguera      | Otros exilios                       |
| 31.ª    | 2011 | Luis Martínez-Falero        | Fundido en blanco.                  |
| 32.ª    | 2012 | Inmaculada Pelegrín López   | Cuestión de horas.                  |
| 33.ª    | 2013 | Benjamín León               | Canciones para animales ciegos.     |
| 34.ª    | 2014 | Juan María Calles           | Poética del viajero.                |
| 35.ª    | 2015 | Geovannys Manso             | Los leves sobresaltos.              |
| 36.ª    | 2016 | Santos Domínguez Ramos      | El viento sobre el agua.            |
| 37.ª    | 2017 | Desierto.                   |                                     |
| 38.ª    | 2018 | Antonio Arroyo Silva        | Las horas muertas.                  |
| 39.ª    | 2019 | Manuel Jurado López         | La destrucción del cielo.           |
| 40.ª    | 2020 | Margarito Cuéllar           | Nadie, salvo el mundo.              |
| 41.ª    | 2021 | Daniel Montoya              | Los apuntes de Humboldt.            |
| 42.ª    | 2022 | Alejandro Céspedes          | Soy Lola Jericó.                    |
| 43.ª    | 2023 | Romina Berenice Canet       | La maleza.                          |
| 44.ª    | 2024 | Desierto.                   |                                     |